# Большой Паток
Большой Паток (Иджид Поток) — река в России, протекает по Республике Коми. Устье реки находится в 53 км по правому берегу реки Щугор. Длина реки — 121 км, площадь бассейна — 2520 км². Крупнейший по площади бассейна и длине приток Щугора. Название связывают с русским словом «поток». Высота устья — 89,7 м над уровнем моря.

## География и гидрография
Река Большой Паток берёт начало на Исследовательском хребте Приполярного Урала на границе с Ханты-Мансийским автономным округом. Исток находится на высоте около 800 м в расселине между вершинами Орёл (1175 м НУМ) и Кварцитная (1389 НУМ). Исток расположен на глобальном водоразделе Печоры и Оби, с другой стороны хребта берёт начало река Манья.
Река течёт на юго-запад, всё течение проходит в ненаселённой местности по территории национального парка Югыд Ва. Верхнее течение проходит по территории района Печора, затем река длительное время образует границу районов Печора и Вуктыл, в нижнем течении втекает на территорию района Вуктыл.
Течение в верховьях носит бурный, горный характер, затем течение немного успокаивается. На всём протяжении образует многочисленные острова, часто дробится на отдельные протоки. Скорость течения в верховьях выше 2 м/с, в среднем течении 1,5 — 1,2 м/с, в низовьях 0,8 — 1,2 м/с. Ширина реки в верховьях около 10 метров, в среднем течении 30 — 80 метров, в нижнем течении ширина превышает 150 метров.
В русле реки большое количество порогов и перекатов. Нижнее течение реки мелководное и изобилует перекатами. Берега реки покрыты лесом, в среднем и нижнем течении на берегах скалистые выходы.
Впадает в Щугор в 30 км к северо-востоку от деревни Усть-Щугор.

## Притоки
- 4 км: река Катыдъёль (пр)
- река Кедровый Шор (пр)
- 18 км: река Кушъёль (лв, в водном реестре — Сотчемъёль)
- река Сидар-Ёль (пр)
- 29 км: река Гэрдъю (пр)
- 40 км: река Пэчаёль (лв)
- река Дедаёль (лв)
- река Яма-Юръёль (пр)
- 51 км: река Бадьяёль (пр)
- 55 км: река Седъю (пр)
- 59 км: река Юж. Вангырью (лв, в водном реестре — река без названия)
- 61 км: река Вангыръю (лв)
- 74 км: река Потемъю (лв, в водном реестре — водоток прот. без названия)
- 78 км: река Выраю (лв)
- 86 км: река Арьяншор (пр, в водном реестре — река без названия)
- 102 км: река Надежд (пр, в водном реестре — река без названия)
- 108 км: река Паток (лв, в водном реестре — река без названия)

## Данные водного реестра
По данным государственного водного реестра России относится к Двинско-Печорскому бассейновому округу, водохозяйственный участок реки — Печора от водомерного поста у посёлка Шердино до впадения реки Уса, речной подбассейн реки — бассейны притоков Печоры до впадения Усы. Речной бассейн реки — Печора.
Код объекта в государственном водном реестре — 03050100212103000062576.